# Ільпибоцька сільська рада
Ільпи́боцька сільська́ ра́да — орган місцевого самоврядування в Демидівському районі Рівненської області. Адміністративний центр — село Ільпибоки.
Ліквідована у 2018 році внаслідок об'єднання в Демидівську ОТГ.

## Загальні відомості
- Ільпибоцька сільська рада утворена в 1573 році.
- Територія ради: 13,204 км²
- Населення ради: 386 осіб (станом на 2001 рік)
- Територією ради протікає річка Бернатка.

## Населені пункти
Сільській раді підпорядковані населені пункти:
- с. Ільпибоки

## Склад ради
Рада складається з 12 депутатів та голови.
- Голова ради: Глусь Ігор Ярославович
- Секретар ради: Кирильчук Людмила Іванівна

### Керівний склад попередніх скликань
| ПІБ                         | Основні відомості                                                                       | Дата обрання | Дата звільнення |
| --------------------------- | --------------------------------------------------------------------------------------- | ------------ | --------------- |
| Новіцька Мирослава Іванівна | Сільський голова, 1971 року народження                                                  | 26.03.2006   | 01.03.2007      |
| Глусь Ігор Ярославович      | Сільський голова, 1969 року народження, освіта середня спеціальна, член Народної партії | 29.07.2007   | 31.10.2010      |
| Глусь Ігор Ярославович      | Сільський голова, 1969 року народження, освіта середня спеціальна, член Народної партії | 31.10.2010   |                 |

Примітка: таблиця складена за даними сайту Верховної Ради України

### Депутати
За результатами місцевих виборів 2010 року депутатами ради стали:

#### За суб'єктами висування
| Суб'єкт висування                                       | Кількість обраних депутатів | %    |
| ------------------------------------------------------- | --------------------------- | ---- |
| Політична партія Всеукраїнське об'єднання «Батьківщина» | 5                           | 41,7 |
| Народна партія                                          | 3                           | 25   |
| Партія регіонів                                         | 2                           | 16,7 |
| Самовисування                                           | 1                           | 8,3  |
| Соціалістична партія України                            | 1                           | 8,3  |

#### За округами
| № округу                                                | Прізвище, ім'я, по батькові     | Дата визнання обраним | Освіта                    | Партійна приналежність                        | Відомості про обраного депутата                                    |
| ------------------------------------------------------- | ------------------------------- | --------------------- | ------------------------- | --------------------------------------------- | ------------------------------------------------------------------ |
| Народна Партія                                          |                                 |                       |                           |                                               |                                                                    |
| 3                                                       | Дишкант Сергій Олександрович    | 02.11.2010            | Освіта вища               | позапартійний                                 | Пенсійний фонд, головний спеціаліст                                |
| 11                                                      | Кирильчук Людмила Іванівна      | 02.11.2010            | Освіта середня спеціальна | член Народної партії                          | Ільпибоцька сільська рада, секретар                                |
| 12                                                      | Чудік Людмила Василівна         | 02.11.2010            | Освіта вища               | позапартійна                                  | Демидівська централізована система шкільних бібліотек, бібліотекар |
| Партія регіонів                                         |                                 |                       |                           |                                               |                                                                    |
| 4                                                       | Ткачук Тетяна Леонідівна        | 02.11.2010            | Освіта вища               | член Партії регіонів                          | приватний підприємець                                              |
| 5                                                       | Поляк Микола Володимирович      | 02.11.2010            | Освіта середня            | член Партії регіонів                          | пенсіонер                                                          |
| Політична партія Всеукраїнське об'єднання «Батьківщина» |                                 |                       |                           |                                               |                                                                    |
| 6                                                       | Теслюк Ярослав Васильович       | 02.11.2010            | Освіта середня            | член Всеукраїнського об'єднання «Батьківщина» | Демидівська газова дільниця, водій                                 |
| 7                                                       | Бондарчук Роман Миколайович     | 02.11.2010            | Освіта вища               | член Всеукраїнського об'єднання «Батьківщина» | Кременецький ОДГПУ, студент                                        |
| 8                                                       | Пахальчук Володимир Євгенійович | 02.11.2010            | Освіта середня            | член Всеукраїнського об'єднання «Батьківщина» | тимчасово не працює                                                |
| 9                                                       | Остапюк Сергій Миколайович      | 02.11.2010            | Освіта середня            | член Всеукраїнського об'єднання «Батьківщина» | тимчасово не працює                                                |
| 10                                                      | Руцький Василь Миколайович      | 02.11.2010            | Освіта середня спеціальна | член Всеукраїнського об'єднання «Батьківщина» | Рудківська загальноосвітня школа І-ІІІ ст., сторож                 |
| Соціалістична партія України                            |                                 |                       |                           |                                               |                                                                    |
| 1                                                       | Помазан Марія Олексіївна        | 02.11.2010            | Освіта середня спеціальна | член Соціалістичної партії України            | Ільпибоцька сільська рада, землевпорядник                          |
| Самовисування                                           |                                 |                       |                           |                                               |                                                                    |
| 2                                                       | Новіцька Мирослава Іванівна     | 02.11.2010            | Освіта незакінчена вища   | член Політичної партії «Наша Україна»         | Демидівська районна рада, начальник організаційного відділу        |

## Населення
За переписом населення України 2001 року в сільській раді мешкали 384 особи.

### Мова
Розподіл населення за рідною мовою за даними перепису 2001 року:
| Мова       | Відсоток |
| ---------- | -------- |
| українська | 97,15 %  |
| російська  | 2,07 %   |
| білоруська | 0,26 %   |
| інші       | 0,52 %   |